# Schleifmühle Schwerin
Die Schleifmühle Schwerin ist eine durch ein unterschlächtiges Wasserrad angetriebene Schleifmühle zur Bearbeitung von Steinen aus dem 18. Jahrhundert in der mecklenburg-vorpommerschen Landeshauptstadt Schwerin. Nach Ruhen des Betriebs wurde die Mühle 1985 zu einer musealen Schauanlage ausgebaut. Das Bauwerk ist ein technisches Kulturdenkmal.
Die Schleifmühle befindet sich am Abfluss des Faulen Sees im Stadtteil Ostorf, nahe dem Schlossgarten des Schweriner Schlosses. Das Wasserrad nutzt das 0,5 Meter abfallende Höhenniveau zwischen den Wasserspiegelhöhen des Faulen und des Schweriner Sees. Zum Ensemble gehört der ehemalige Wohnsitz des Steinschleifers, das Schleifmüllerhaus.

## Geschichte

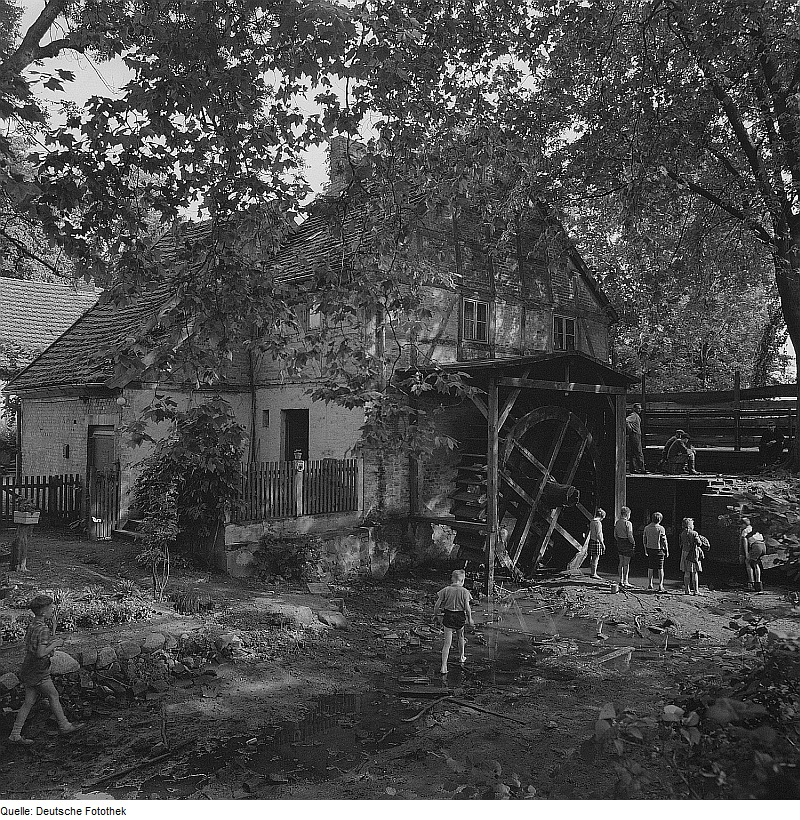
Bild aus dem Zeitraum 1950–1977

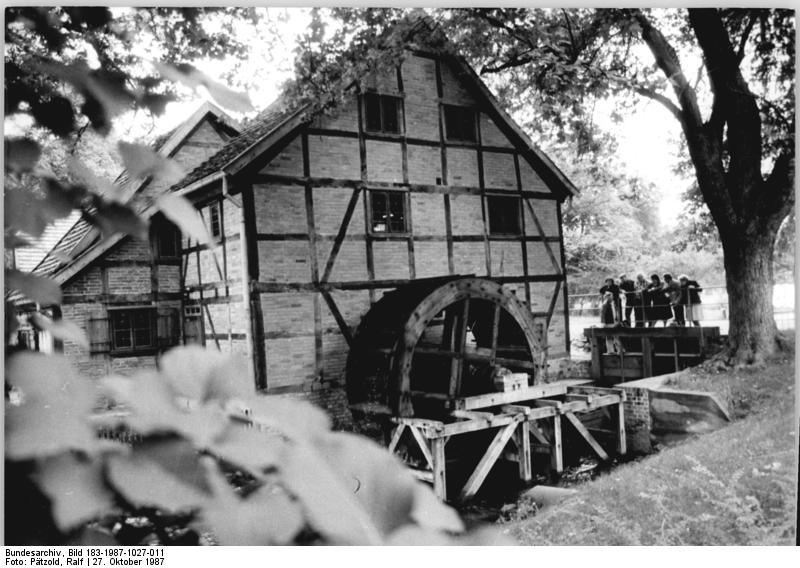
Rekonstruierte Schleifmühle im Jahr 1987

Die Mühle entstand bereits um 1705 als Lohmühle und wurde 1718 zur Graupenmühle umgebaut. Nach einem Wasserschaden musste der Betrieb 1737 eingestellt werden. 1747 erfolgte der Bau eines neuen Mühlengebäudes, wobei auch die Mühlentechnik erweitert und eine kleine Steinschleiferwerkstatt eingerichtet wurde. Der vollständige Umbau zur Schleifmühle erfolgte 1755. Nach dem Tod des Schleifmühleninspektors Niedt übernahm der Hofbaumeister Georg Adolph Demmler die technische Leitung der Anlage 1842. In den Jahren 1845 bis 1857 leistete die Mühle Arbeit zum Umbau des Schweriner Schlosses. 1862 wurde eine Wollspinnerei eingerichtet. Wegen Baufälligkeit ruhte die Produktion seit 1904. In den folgenden Jahren diente das Gebäude als Lager, Wohnung und Trafostation.
Noch zu DDR-Zeiten erfolgte zwischen 1983 und 1985 die Rekonstruktion des Gebäudes und die Neuerrichtung der historischen Steinbearbeitungstechnik. Die Wassermühle war fortan eine zu besichtigende Schauanlage und unterstand dem Historischen Museum Schwerin. 1996 ging das Museum von der Stadt in die Trägerschaft des Stadtgeschichts- und -museumsvereins Schwerin e.V. über. Im Jahr 2000 erhielt die Mühle ein neues Wasserrad mit einem Durchmesser von etwa 4,5 Metern. Im Außengelände wurde eine Steingattersäge aus der Zeit um 1920 errichtet, welche die technische Entwicklung dieser Technik dokumentiert. Weiterhin wurden besondere Beispiele der historischen Steinbearbeitung in das Außengelände integriert.
Heute werden von April bis Anfang November historische Steinbearbeitungstechniken gezeigt, unter anderem kann die funktionstüchtige Technik in Betrieb genommen werden. Zudem existiert eine Ausstellung zur Geschichte der Schleifmühle und zu Steinprodukten. Im ehemaligen Schleifmüllerhaus werden, meist zu besonderen Anlässen wie dem Deutschen Mühlentag, Fotoausstellungen gezeigt.